# Paulo Díaz
Paulo César Díaz Huincales (Santa Cruz, 25 de agosto de 1994), é um futebolista Chileno que atua como zagueiro. Atualmente, joga pelo River Plate.

## Carreira

### Palestino
Paulo Díaz começou sua carreira profissional pelo Palestino, onde fez sua estreia em 12 de maio contra o Cobreloa no estádio Regional Calvo y Bascuñán de Antofagasta. O seu primeiro golo oficial com a equipa profissional foi marcado em 24 de agosto de 2014, contra a Universidad Católica, num jogo correspondente ao Torneio Apertura, no qual o Palestino derrotou a equipa do Cruzado por 2-1.
Encerrou sua passagem pelo Palestino com 67 partidas e marcou 7 golos.

### Colo Colo
Em 25 de maio de 2015, o Colo-Colo anunciou a contratação de Díaz. Paulo fez a sua estreia oficial quase quatro meses após a sua apresentação, em 2 de setembro de 2015, na primeira rodada da Copa Chile 2015 contra a Coquimbo Unido, num empate de 1-1.
Após algumas lesões, Díaz deixou o Colo colo onde no total, ele assinaria uma lista em cinco jogos em seu ciclo de seis meses.

### San Lorenzo
No dia 26 de janeiro de 2016,Díaz foi apresentado como no reforçodo San Lorenzo
Deixou o San Lorenzo com 69 jogos jogados, oito golos marcados e quatro assistências.

### Al-Ahli
Em 15 de agosto de 2018, o Al-Ahli, da Arábia Saudita, oficializou a assinatura de Paulo Diaz por três temporadas o valor danegociaçãogira em torno de 7 milhões de dólares.
Pelo Al-Ahly jogou por uma temporada, participando de 24 partidas e não marcando nenhum gol.

### River Plate
A 31 de julho de 2019, sua chegada ao River Plate foi confirmada por 4,5 milhões de dólares por 70% do seu passe. Fez a sua estreia a 25 de agosto com uma derrota de 1-0 contra Talleres no 
Monumental de Nuñez.

## Títulos
Colo-Colo
- Campeonato Chileno: Apertura 2015

River Plate
- Copa Argentina: 2018–19
- Supercopa Argentina: 2019, 2023
- Campeonato Argentino: 2021, 2023
- Trofeo de Campeones: 2021, 2023